# اچ‌ام‌اس دیفندر (۱۸۰۴)
اچ‌ام‌اس دیفندر (۱۸۰۴) (به انگلیسی: HMS Defender (1804)) یک کشتی بود که طول آن ۸۰ فوت ۱٫۲۵ اینچ (۲۴٫۴۱۵۸ متر) بود. این کشتی در سال ۱۸۰۴ ساخته شد.